# Celia Groothedde
Celia Groothedde alias Celia Ledoux (Anderlecht, 26 september 1977) is een Vlaams-Brusselse politica voor Groen. Voor 2019 was ze actief als columniste (rond emancipatie en feminisme), schreef ze twee boeken over zwanger- en ouderschap, een roman, kortverhalen, monologen, podiumteksten, gaf lezingen en trad ze op als moderator in debatten.

## Biografie
Groothedde groeide op in de Brusselse Rand. Ze ging toegepaste taalkunde studeren aan hogeschool VLEKHO, aangevuld met een master internationale betrekkingen aan de Université catholique de Louvain. Ze begon te werken als copywriter en vertaalster en schreef vanaf 2007 onder het pseudoniem Celia Ledoux columns voor De Morgen, Humo, deredactie.be, het magazine van vrouwenbeweging Femma, BRUZZ en Charlie Magazine.
In 2008 verliet Groothedde de Antwerpse wijk Zurenborg om te gaan wonen in de Brusselse gemeente Sint-Lambrechts-Woluwe. In 2011 publiceerde ze bij uitgeverij Vrijdag Mama over haar zwangerschap, de bevalling, de kraamtijd en de periode vlak erna.
Begin 2016 verliet ze de hoofdstad vanwege de luchtvervuiling, maar keerde na drie maanden terug uit een Vlaams dorpje. In april 2016 publiceerde ze Slaap je al door? 150 bewezen tips voor een fijne babytijd, met illustraties van Anki Posthumus.
In 2016 werkte Groothedde als parlementair medewerker in het Vlaams Parlement, in 2017 was ze enkele maanden aan de slag als kabinetsmedewerker voor de stad Brussel en van 2017 tot 2018 was ze woordvoerster van het GO! onderwijs van de Vlaamse Gemeenschap. Bij de Vlaamse verkiezingen van 26 mei 2019 werd Groothedde vanop de tweede plaats van de Brusselse Groen-lijst met 3.031 voorkeurstemmen verkozen in het Vlaams Parlement. Ze zetelde er als vast lid in de commissies voor welzijn, volksgezondheid, gezin en armoedebestrijding (2019-2020), die voor binnenlands bestuur, gelijke kansen en inburgering (2019-2020) en algemeen beleid, financiën, begroting en justitie (2020-2024) en de commissie voor de bestrijding van gewelddadige radicalisering (2019-2024). In november 2020 werd ze door haar partij eveneens afgevaardigd naar de Senaat, om daar te zetelen als deelstaatsenator.
Als Vlaams Parlementslid focuste Groothedde op de thema's welzijn, jong kind, armoede en gelijke kansen. Ze werd vooral bekend door haar oppositiewerk rond kinderopvang. Groothedde bracht allerhande schandalen boven via haar parlementair werk en zette de crisis van de kinderopvang in de Vlaamse Gemeenschap op de agenda.
Op 9 juni 2024 deed ze mee aan de verkiezingen voor het Brussels Hoofdstedelijk Parlement, op de lijstduwersplaats voor de partij Groen. Groothedde slaagde erin om verkozen te geraken en werd secretaris in het Brusselse parlement, waar ze tevens ging zetelen in de commissie Binnenlandse Zaken. Ook werd ze opnieuw aangesteld als deelstaatsenator. Sinds juli 2024 is ze voorzitter van de gezamenlijke Ecolo-Groen-fractie in de Senaat.
In november 2024 stelde Groothedde zich kandidaat bij de aanstaande voorzittersverkiezingen in haar partij. Bij de eerste ronde van de voorzittersverkiezingen in december die maand strandde Groothedde na Bart Dhondt en Bright Adiyia op de derde plaats, met 20,3 procent van de uitgebrachte stemmen.